# Arthur Romano
Pas d'image ? Cliquez ici

a Compétitions nationales et continentales officielles uniquement.

b Matchs officiels uniquement.
Arthur Romano, né le 17 août 1997 à Carpentras, est un joueur français de rugby à XIII évoluant au poste de centre. Au cours de sa carrière, il débute avec Saint-Estève XIII Catalan en Championnat de France dès 2015, puis dispute quelques matchs avec les Dragons Catalans en Super League en 2017 avant qu'une blessure l'éloigne des terrains. Il revient en compétition à Saint-Estève XIII Catalan et effectue un prêt en Championship fin 2018 avec Toulouse Olympique avant de connaître sa première sélection avec l'équipe de France contre la Serbie fin 2018 Il est sélectionné en équipe de France pour prendre part à la première édition de Coupe du monde de rugby à 9 en 2019.

## Biographie
Originaire de Carpentras, Arthur Romano a intégré le centre de formation des Dragons Catalans en 2015 et effectue des débuts en Super League en 2017. Prêté en fin d'année à Toulouse Olympique en Championship fin 2018, il connaît une sélection avec l'équipe de France contre la Serbie fin 2018, puis revient chez les Dragons Catalans en 2019.

## Palmarès
- Collectif :
  - Vainqueur de la Coupe de France : 2018[note 1] (Saint-Estève XIII Catalan).
  - Finaliste de la Super League : 2021 et 2023 (Dragons Catalans).

### Détails en sélection
| Matchs internationaux d'Arthur Romano                                 | Matchs internationaux d'Arthur Romano | Matchs internationaux d'Arthur Romano | Matchs internationaux d'Arthur Romano | Matchs internationaux d'Arthur Romano | Matchs internationaux d'Arthur Romano | Matchs internationaux d'Arthur Romano | Matchs internationaux d'Arthur Romano | Matchs internationaux d'Arthur Romano | Matchs internationaux d'Arthur Romano | Matchs internationaux d'Arthur Romano | Matchs internationaux d'Arthur Romano |
|                                                                       | Date                                  | Adversaire                            | Résultat                              | Compétition                           | Poste                                 | Points                                | Essais                                | Pen.                                  | Drops                                 |                                       |                                       |
| --------------------------------------------------------------------- | ------------------------------------- | ------------------------------------- | ------------------------------------- | ------------------------------------- | ------------------------------------- | ------------------------------------- | ------------------------------------- | ------------------------------------- | ------------------------------------- | ------------------------------------- | ------------------------------------- |
| -.                                                                    | 7 octobre 2018                        | Serbie                                | 54-2                                  | Amical                                | Alier                                 | 4                                     | 1                                     | 0                                     | 0                                     |                                       |                                       |
| 1.                                                                    | 19 juin 2022                          | Pays de Galles                        | 34-10                                 | Test-match                            | Centre                                | -                                     | -                                     | -                                     | -                                     |                                       |                                       |
| 2.                                                                    | 17 octobre 2022                       | Grèce                                 | 34-12                                 | Coupe du monde                        | Ailier                                | -                                     | -                                     | -                                     | -                                     |                                       |                                       |
| 3.                                                                    | 22 octobre 2022                       | Angleterre                            | 18-42                                 | Coupe du monde                        | Ailier                                | 4                                     | 1                                     | -                                     | -                                     |                                       |                                       |
| 4.                                                                    | 30 octobre 2022                       | Samoa                                 | 4-62                                  | Coupe du monde                        | Ailier                                | -                                     | -                                     | -                                     | -                                     |                                       |                                       |
| 5.                                                                    | 29 avril 2023                         | Angleterre                            | 0-64                                  | Test-match                            | Ailier                                | -                                     | -                                     | -                                     | -                                     |                                       |                                       |
| 6.                                                                    | 26 octobre 2024                       | Pays de Galles                        | 48-6                                  | Qualif. CM                            | Centre                                | 4                                     | 1                                     | -                                     | -                                     |                                       |                                       |
| Matchs internationaux d'Arthur Romano sous l'équipe de France de neuf |                                       |                                       |                                       |                                       |                                       |                                       |                                       |                                       |                                       |                                       |                                       |
| 1.                                                                    | 18 octobre 2019                       | Liban                                 | 8-12                                  | Coupe du monde                        | Avant                                 | 0                                     | -                                     | -                                     | -                                     |                                       |                                       |
| 2.                                                                    | 19 octobre 2019                       | Pays de Galles                        | 23-6                                  | Coupe du monde                        | Avant                                 | 4                                     | 1                                     | -                                     | -                                     |                                       |                                       |
| 3.                                                                    | 19 octobre 2019                       | Angleterre                            | 4-38                                  | Coupe du monde                        | Avant                                 | 0                                     | -                                     | -                                     | -                                     |                                       |                                       |

### Statistiques
| Saison | Saison                  | Championnat  | Championnat  | Championnat | Championnat | Championnat | Championnat | Championnat | Coupe         | Coupe      | Coupe | Coupe | Coupe | Coupe | Coupe | Sélection | Sélection | Sélection | Sélection | Sélection | Sélection | Sélection |
| Saison | Saison                  | Comp.        | Class.       | M           | Pts         | Ess.        | Buts        | Dp.         | Comp.         | Class.     | M     | Pts   | Ess.  | Buts  | Dp.   | Comp.     | M         | Pts       | Ess.      | Buts      | Dp.       |           |
| ------ | ----------------------- | ------------ | ------------ | ----------- | ----------- | ----------- | ----------- | ----------- | ------------- | ---------- | ----- | ----- | ----- | ----- | ----- | --------- | --------- | --------- | --------- | --------- | --------- | --------- |
| 2017   | Dragons Catalans        | Super League | 7e           | 1           | -           | -           | -           | -           | Challenge Cup |            | 2     | -     | -     | -     | -     |           |           |           |           |           |           |           |
| 2018   | Toulouse olympique XIII | Championship | 3e           | 3           | 3           | 1           | -           | -           |               |            |       |       |       |       |       |           |           |           |           |           |           |           |
| 2019   | Toulouse olympique XIII | Championship | Finale Prél. | 3           | -           | -           | -           | -           |               |            |       |       |       |       |       |           |           |           |           |           |           |           |
| 2019   | Dragons Catalans        | Super League | 7e           | 14          | 12          | 3           | -           | -           | Challenge Cup | 1/4 finale | 0     | -     | -     | -     | -     |           |           |           |           |           |           |           |
| 2020   | Dragons Catalans        | Super League | 1/2 finale   | 2           | -           | -           | -           | -           | Challenge Cup | 1/4 finale | 0     | -     | -     | -     | -     |           |           |           |           |           |           |           |
| 2021   | Dragons Catalans        | Super League | Finaliste    | 0           | -           | -           | -           | -           | Challenge Cup | 1/4 finale | 0     | -     | -     | -     | -     |           |           |           |           |           |           |           |
| 2022   | Dragons Catalans        | Super League | 1er tour     | 12          | 12          | 3           | -           | -           | Challenge Cup | 1/4 finale | 2     | -     | -     | -     | -     | CM        | 4         | 4         | 1         | -         | -         |           |
| 2023   | Dragons Catalans        | Super League | Finaliste    | 21          | 20          | 5           | -           | -           | Challenge Cup | 1/8 finale | 1     | 4     | 1     | -     | -     |           | 1         | -         | -         | -         | -         |           |
| 2024   | Dragons Catalans        | Super League | 7e           | 20          | 28          | 7           | -           | -           | Challenge Cup | 1/4 finale | 2     | 4     | 1     | -     | -     |           |           |           |           |           |           |           |
| 2025   | Dragons Catalans        | Super League |              |             |             |             |             |             | Challenge Cup | 1/2 finale | 2     | 4     | 1     | -     | -     |           |           |           |           |           |           |           |